# Pavel Bořkovec

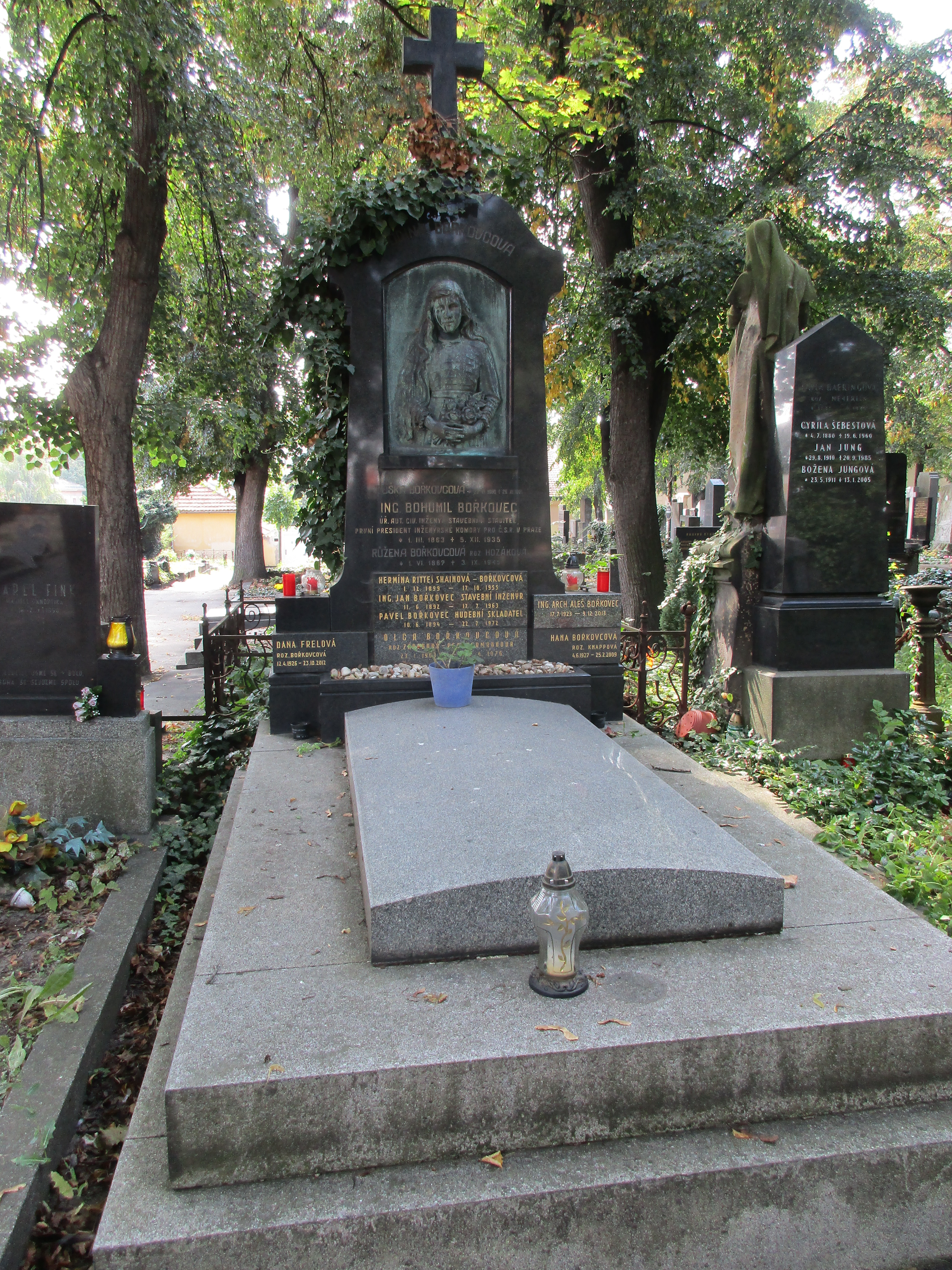
Hrob rodiny Bořkovcovy

Pavel Bořkovec (10. června 1894 Královské Vinohrady – 22. července 1972 Praha) byl český hudební skladatel a hudební pedagog.

## Život
Studoval na Pražské konzervatoři u Josefa Suka. Jeho učiteli dále byli Jaroslav Křička a Josef Bohuslav Foerster. V letech 1946–1967 učil na Akademii múzických umění v Praze. Mezi jeho studenty patřili Pavel Blatný, Jiří Pauer, Vladimír Sommer, Petr Eben, Jan Klusák, Jan Novák a Jan Truhlář, Radim Drejsl, Miroslav Raichl či Štěpán Koníček. Bořkovec složil nejméně dvě opery, dva klavírní koncerty, jedno concerto grosso, balet a pět smyčcových kvartetů.

## Vybraná díla
- Start, symfonické allegro pro velký orchestr, 1929
- Klavírní koncert č. 1, 1931
- Satyr, opera podle Johanna Wolfganga Goetha, 1942
- Concerto grosso, 1942
- Klavírní koncert č. 2, 1949–50
- Paleček, opera, 1959